# Karlheinz Klement
Karlheinz Klement (* 8. Mai 1963 in Klagenfurt) ist ein österreichischer Politiker (BZÖ, vormals FPÖ) und war von 2006 bis 2008 Abgeordneter zum Nationalrat. Er ist derzeit Generalsekretär beim BZÖ Kärnten.

## Leben und Beruf
Karlheinz Klement studierte von 1981 bis 1990 Montanistik an der Montanuniversität Leoben und arbeitete zunächst als Montanist und Techniker. Von 2002 bis 2003 absolvierte danach ein Post-Graduate-Studium in Generic Management und wurde Betriebswirt in einem Versicherungsunternehmen.
Klement ist verheiratet und hat drei Kinder. Er ist nebenbei Chorleiter bei einem Kärntner Männerchor und Privatpilot.

## Politik
Klement war Anfang der neunziger Jahre Obmann des Rings Freiheitlicher Jugendlicher. Als Andreas Mölzer und Gernot Rumpold beim Bundesparteitag der FPÖ im Jahr 1993 auf der Bühne in einer kabarettistischen Einlage die langjährige Kärntner Abgeordnete und als freiheitliches Urgestein bekannte Kriemhild Trattnig lächerlich machten, trat Klement massiv dagegen auf, was zu seinem Parteiausschluss durch Jörg Haider führte.
Vor der Nationalratswahl 2002 kehrte Klement in die Politik zurück und trat als Kärntner Kandidat mit einem erfolgreichen Vorzugsstimmenwahlkampf an. Er zog in den Nationalrat ein. 2004 überwarf sich Klement neuerlich mit Jörg Haider und wurde wieder aus der Partei ausgeschlossen.
Nach der Parteispaltung der FPÖ und der damit einhergehenden Gründung des BZÖ durch Jörg Haider trat Klement an der Seite Mölzers, Trattnigs, Alois Hubers und Otto Scrinzis als Sprecher der „Plattform Kärntner Freiheitlicher für die Einheit der FPÖ“ auf. Jene Gruppe war es auch, die wenig später die Übernahme der Rest-FPÖ verkündete.
Klement wurde danach FPÖ-Landesparteiobmann in Kärnten sowie Generalsekretär der Bundes-FPÖ. Bei der Nationalratswahl 2006 trat er als Spitzenkandidat in Kärnten an.
Im Nationalratswahlkampf sorgte Klement mit einem Vorschlag für Aufregung, wonach jede Kärntner Mutter, die ihr neugeborenes Kind zur Adoption freigibt, eine Prämie von 15.000 Euro erhalten sollte. Er wolle damit junge Mütter von der Abtreibung ihres Kindes abhalten.
Nachdem Klement vom Landesparteivorstand knapp zum Kärntner Spitzenkandidaten für die Nationalratswahl in Österreich 2008 gewählt worden war, revidierte der FPÖ-Bundesparteivorstand die Entscheidung und reihte Klement auf den vierten Platz zurück.  Nachdem Klement Kritik an dieser Entscheidung geübt hatte, wurde er am 31. Juli 2008 zum dritten Mal aus der FPÖ ausgeschlossen. Zudem waren seine Äußerungen über „Gender-Wahnsinn“ und seine Bezeichnung von Homosexualität als „Kultur des Todes“ heftig umstritten.
Zu den Nationalratswahl in Österreich 2008 trat Klement mit der Liste 6 DI Karlheinz Klement an. Die Liste blieb ohne Erfolg.
Im Oktober 2017 kündigte er mit dem September 2017 aus dem Team Stronach Kärnten ausgeschlossenen Martin Rutter an, eine eigene Partei gründen zu wollen und bei der nächsten Landtagswahl antreten zu wollen, dazu kam es jedoch nicht. Klement wurde infolge Generalsekretär des BZÖ Kärnten. Mit der ehemaligen Partei Jörg Haiders wollte er bei der Nationalratswahl in Österreich 2019 auf Bundesebene antreten, mangels Unterstützungserklärungen stand es dann jedoch nur in Kärnten zur Wahl. Im Vorfeld der Wahl wollte Klement Martin Sellner von der Identitären Bewegung Österreich als Spitzenkandidaten gewinnen. Das BZÖ Wien, letzte verbliebene Landesgruppe außerhalb Kärntens, löste sich aus Protest dagegen auf.
Im September 2019 ging beim ORF Kärnten ein Schreiben ein, wonach Klement sowie Landesparteiobmann Helmut Nikel und Martin Rutter (anstatt Sellner Spitzenkandidat für die Nationalratswahl) aus dem BZÖ ausgeschlossen worden seien. Gezeichnet war das Schreiben von Obmann-Stellvertreter Karl Heinz Nadasdy „und zwei weiteren Vorstandsmitgliedern“. In einer kurz darauf eingegangenen Mitteilung Nikels hieß es hingegen, Nadasdy und die beiden Vorstandsmitglieder seien die Ausgeschlossenen. Karlheinz Klement wurde im Dezember 2019 bei einem Landeskonvent als Generalsekretär und Landesgeschäftsführer bestätigt, Nikel blieb Landesparteiobmann. Der parteiinterne Konflikt blieb jedoch bestehen. Im Vorfeld der Landtagswahl in Kärnten 2023 verlautbarten Karlheinz Klement als Landesgeschäftsführer und Helmut Nikel als Landesparteiobmann, dass das BZÖ Kärnten in die Freie Bürgerpartei (FBP, eine 2021 aus dem Umfeld der Vorarlberger FPÖ entstandene Kleinpartei) eingegliedert worden sei und als deren Kärntner Landesorganisation mit Klement als Spitzenkandidat bei der Wahl antreten werde. Dem widersprach der (nach eigener Auffassung) seit 2019 rechtmäßige BZÖ-Vorstand unter Führung von Karl Heinz Nadasdy in einer Presseaussendung. Nikel und Klement wären nicht berechtigt, im Namen des BZÖ zu handeln, die Eingliederung in die FBP sei hinfällig. Ab Dezember 2022 waren rund um Klagenfurt Plakate mit der Aufschrift „Freistaat Kärnten“ (einer politischen Idee Jörg Haiders) und einem Porträt Klements aufgetaucht.

## Antisemitische Verschwörungstheorien um den Tod Haiders
Schon wenige Tage nach Jörg Haiders Tod wurden erste Verschwörungstheorien geäußert. Klement stellte in diesem Zusammenhang auf seiner Website die Frage, ob der israelische Geheimdienst Mossad ein Attentat verübt haben könnte. Das Dokumentationsarchiv des österreichischen Widerstandes (DÖW) brachte darauf bei der Staatsanwaltschaft Klagenfurt Anzeige wegen des Verdachts der Verhetzung gegen Klement ein.
Klement wurde jedoch wegen eines antisemitischen Artikels auf seiner Website angeklagt. Er hatte laut Anklage einen antisemitischen Artikel veröffentlicht, der zwar nicht von ihm selbst geschrieben wurde, den er aber bewusst ausgewählt habe. Das Originalzitat laut Staatsanwaltschaft:
- Das jüdische Volk hätte aus dem Holocaust nichts gelernt und braucht eine zweite Lektion. Wenig Trauer würde es hervorrufen, wenn alle Juden auf einem Schlag gleichzeitig von der Welt scheiden würden.[17]

Am 23. September 2009 wurde Klement wegen Verhetzung zu einer Bewährungsstrafe von fünf Monaten verurteilt. Das Oberlandesgericht Graz bestätigte am 9. April 2010 den Schuldspruch und änderte das Strafmaß auf eine bedingte Freiheitsstrafe von vier Monaten sowie eine Geldstrafe von 1800 Euro.